# Karl Schönborn
Karl Wilhelm Ernst Joachim Schönborn (Breslavia, 8 maggio 1840 – Würzburg, 10 dicembre 1906) è stato un chirurgo tedesco.

## Biografia
Schönborn studiò medicina presso le università di Breslavia, Heidelberg, Gottinga e Berlino, conseguendo il dottorato nel 1863. A Berlino lavorò come assistente di Robert Friedrich Wilms (1824-1880) presso l'Ospedale Bethanien e di Bernhard von Langenbeck (1810- 1887) presso l'ospedale universitario. Nel 1871 divenne professore presso la clinica chirurgica universitaria di Königsberg. Dal 1886 fino alla sua morte nel 1906, fu professore di chirurgia presso l'Università di Würzburg.
Schönborn è noto per il suo lavoro sull'insufficienza velofaringea, comunemente chiamata cheiloschisi. Nel 1875 descrisse la prima vera e propria chirurgia faringea.